# Justus Fritzsche (Schauspieler)
Justus Fritzsche (* 1. Januar 1941 in Berlin; † 26. Juli 2003 in Frankfurt am Main) war ein deutscher Film-, Fernseh- und Theaterschauspieler.

## Leben und Werk
Fritzsche erhielt seine Ausbildung an der Dresdner Theaterhochschule. Nach seinem Abschluss spielte er zunächst in Eisleben und Weimar Theater. 1962 debütierte er bei der DEFA als intellektueller Oberschüler Reinhard Eschbach in dem Film Die aus der 12b. Ab 1967 gehörte er dem Ensemble des Staatstheaters Dresden an, welches 1983 zum eigenständigen Staatsschauspiel Dresden wurde. Anerkennung fand er 1975 für seine Darstellung von Paul Satie in Eine Pyramide für mich von Ralf Kirsten, in dem er die Entwicklung des Haupthelden Paul Satie über 20 Jahre hinweg zeichnet.
Einem breiten Publikum wurde Fritzsche in den 1970er Jahren durch seine Rollen im Fernsehen bekannt. So spielte er unter anderem in zahlreichen Folgen der Kriminalfilmreihe Polizeiruf 110. Zum Beispiel verkörperte er in der Folge Ein großes Talent den erfolglosen Schauspieler Jens Briener, der sein „großes Talent“ nicht auf der Bühne oder vor der Kamera entfaltet, sondern als Trickbetrüger Straftaten begeht. Darüber hinaus betätigte er sich als Sprecher in Rundfunk und Synchron.
Nach der Wende in der DDR 1989/90 nahm er auch Angebote verschiedener westdeutscher Bühnen an. So spielte er unter anderem in Frankfurt am Main und Bonn, zum Beispiel in der Spielzeit 1998/99 als Willy Loman in Arthur Millers Tod eines Handlungsreisenden an den Kammerspielen Bad Godesberg.

## Filmografie (Auswahl)
- 1962: Die aus der 12b
- 1963: Sonntagsfahrer
- 1966: Alfons Zitterbacke
- 1970: Aus unserer Zeit (Episode 3)
- 1972: Leichensache Zernik
- 1972: Eolomea
- 1973: Polizeiruf 110: Freitag gegen Mitternacht (TV-Reihe)
- 1974: Polizeiruf 110: Fehlrechnung (TV-Reihe)
- 1975: Polizeiruf 110: Heiße Münzen (TV-Reihe)
- 1975: Polizeiruf 110: Das letzte Wochenende (TV-Reihe)
- 1975: Eine Pyramide für mich
- 1976: Polizeiruf 110: Reklamierte Rosen (TV-Reihe)
- 1977: Das unsichtbare Visier: Der afrikaanse Broederbond (1. Teil)
- 1977: Das unsichtbare Visier: Der afrikaanse Broederbond (3. Teil)
- 1980: Der Staatsanwalt hat das Wort: Schwarze Kunst
- 1986: Polizeiruf 110: Ein großes Talent (TV-Reihe)
- 1989: Der Staatsanwalt hat das Wort: Das Wunschkind
- 1993: Ein Fall für zwei: Wer die Treue bricht
- 2000: Lieber Fidel. Maritas Geschichte

## Theater
- 1965: Friedrich Schiller: Wallenstein (Sprecher der Pappenheimer) – Regie:Fritz Bennewitz (Deutsches Nationaltheater und Staatskapelle Weimar)
- 1966: Armin Spolper: Zwei Physiker – Regie: Ekkehard Kiesewetter/Fritz Bennewitz (Deutsches Nationaltheater und Staatskapelle Weimar)
- 1968: Horst Kleineidam: Von Riesen und Menschen (Ulrich Barhaupt) – Regie:Hans Dieter Mäde (Staatstheater Dresden)
- 1971: Maxim Gorki: Die Kleinbürger (Schischkin) – Regie: Hans Dieter Mäde (Staatstheater Dresden)

## Hörspiele
- 1999: Ken Follett: Die Säulen der Erde – Regie: Leonhard Koppelmann (Hörspiel (9 Teile) – WDR)